# Saint-Sulpice-sur-Lèze
Saint-Sulpice-sur-Lèze település Franciaországban, Haute-Garonne megyében. Lakosainak száma 2288 fő (2022. január 1.). Saint-Sulpice-sur-Lèze Lézat-sur-Lèze, Auribail, Esperce, Lagrâce-Dieu, Montaut és Montgazin községekkel határos.

## Népesség
A település népessége az elmúlt években az alábbi módon változott:
| Lakosok száma | 1010 | 1264 | 1423 | 1785 | 2049 | 2342 | 2389 | 2325 | 2293 | 2288 |
|               | 1968 | 1982 | 1990 | 2006 | 2013 | 2015 | 2017 | 2019 | 2020 | 2022 |